# Belgijskie Centrum Komiksu
Belgijskie Centrum Komiksu – muzeum poświęcone komiksowi belgijskiemu.

## Siedziba
Muzeum mieści się w secesyjnym gmachu dawnego magazynu tekstylnego Charlesa Waucqueza, zaprojektowanego przez Victora Hortę i otwartego w 1906 roku. Po śmierci Waucqueza w 1920 roku budynek zaczął niszczeć. W 1975 roku dzięki staraniom architekta Jeana Delhaye’a – ucznia Horty – gmach został wpisany w rejestr zabytków. W 1983 roku państwo odkupiło budynek od spadkobierców Waucqueza z przeznaczeniem na działalność promocyjną komiksu. W 1984 roku powstało Belgijskie Centrum Komiksu, organizacja non-profit, której prezesem został Bob de Moor, bliski współpracownik Hergé – rysownika komiksowego i twórcy komiksów Przygody Tintina. Przy wsparciu dworu królewskiego i belgijskich władz przeprowadzono gruntowny remont budynku pod kierunkiem  Pierre’a Van Asschego. Belgijskie Centrum Komiksu zostało otwarte dla zwiedzających 6 października 1989 roku. 

## Zbiory
W muzeum znajdują się stałe wystawy, poświęcone historii komiksu, sztuce rysowniczej komiksu, bohaterom komiksów oraz pracy najwybitniejszych belgijskich rysowników: Hergégo – twórcy Tintina oraz Peyo – twórcy smerfów. Na miejscu można skorzystać z biblioteki i czytelni, gdzie zgromadzono ponad 3000 komiksów w 36 językach.

## Galeria

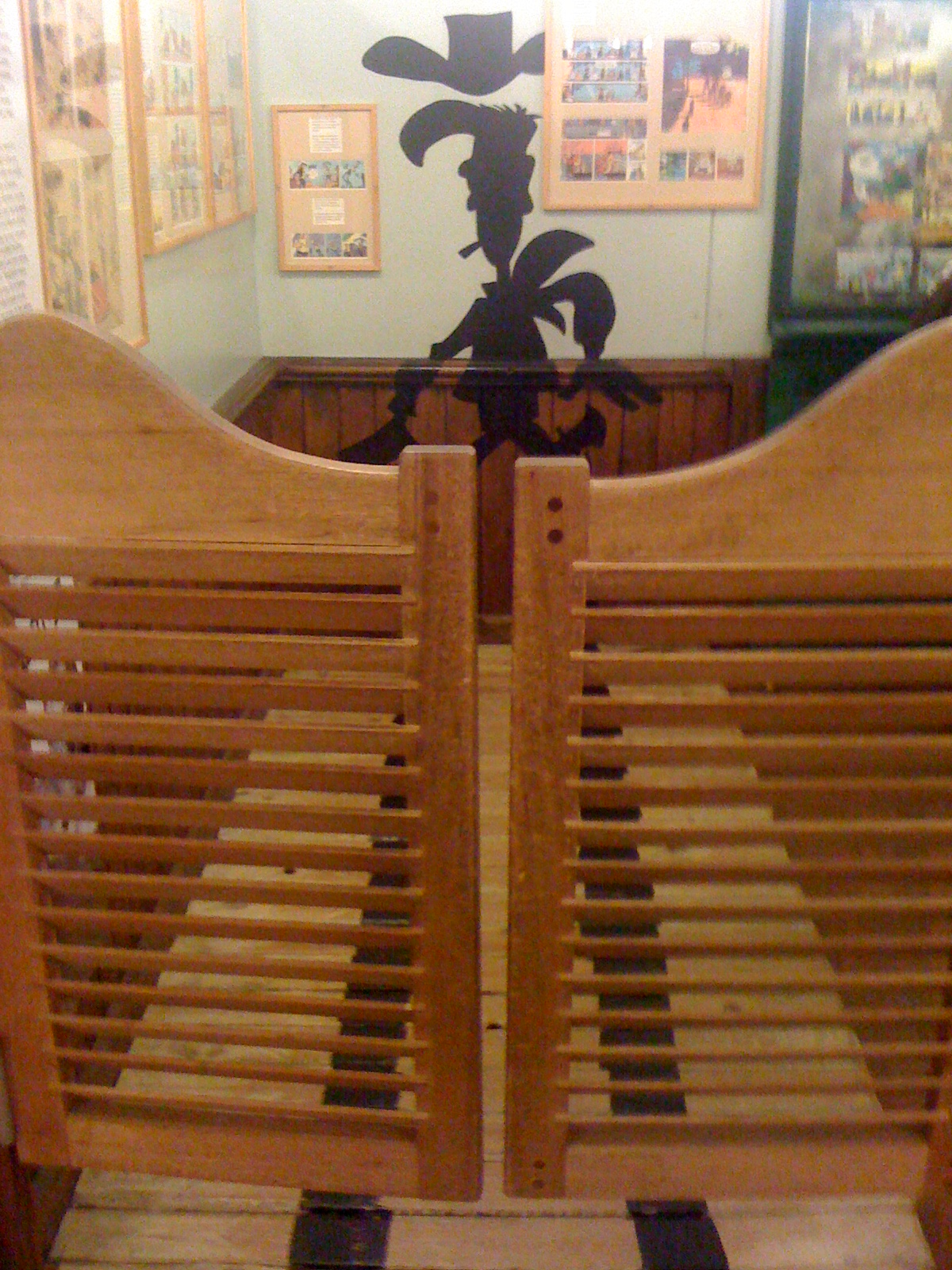
Lucky Luke
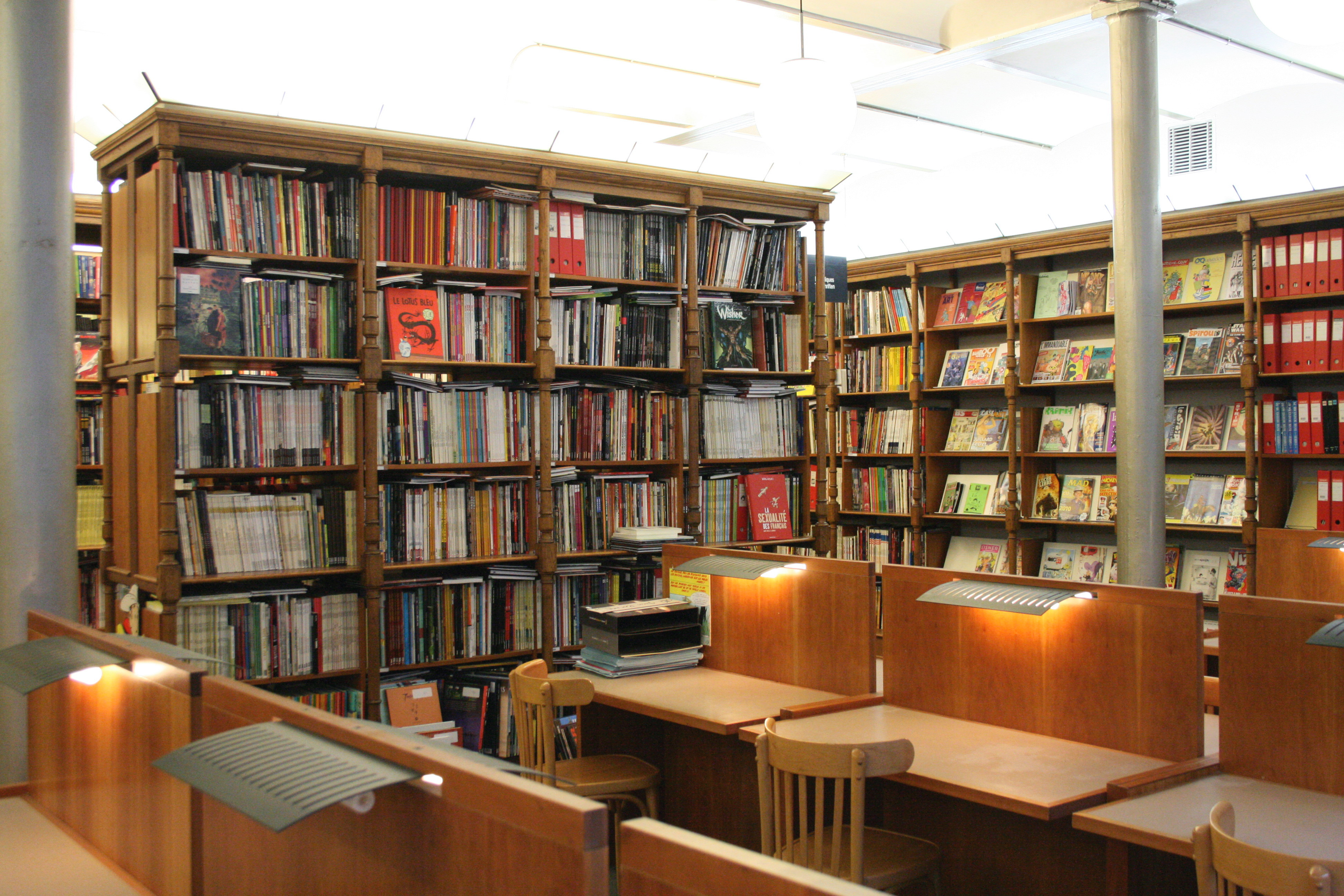
Biblioteka
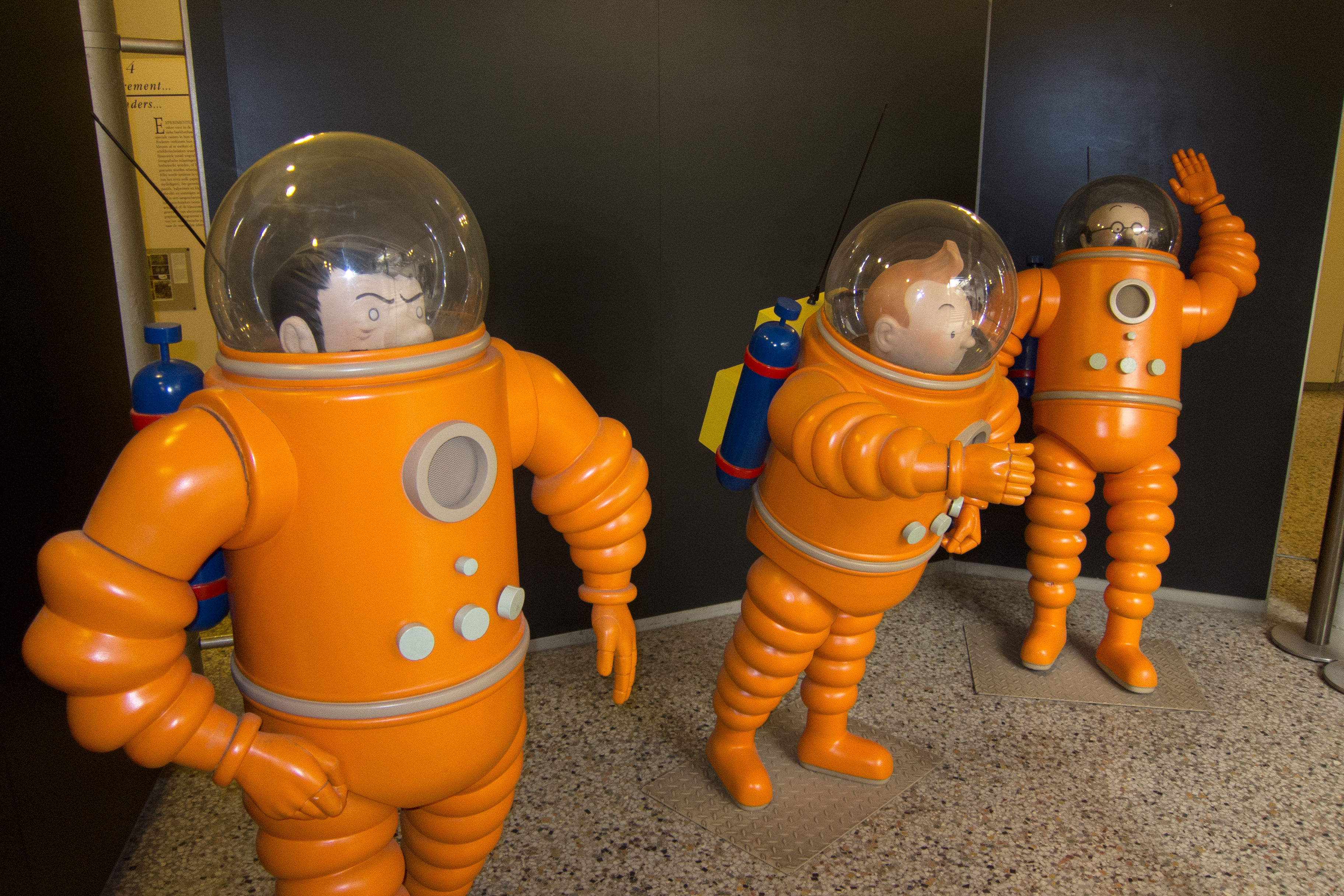
Tintin